# Ewald Katzschmann
Ewald Lothar Max Katzschmann (* 18. April 1913 in Oschatz; † 10. Juni 1994 in Witten) war ein deutscher Chemiker.

## Leben
Nach seinem Abitur an der Oberschule in Oschatz begann Ewald Katzschmann 1932 als Laborant bei der damaligen Märkischen Seifenindustrie in Witten zu arbeiten. Zwischen 1940 und 1944 studierte er an der Technischen Hochschule Dresden Chemie und trat 1946 als Diplom-Chemiker in die Imhausen-Chemie – die späteren Chemischen Werke Witten – ein.
Dort entwickelte er 1951 ein Verfahren zur Herstellung von Dimethylterephthalat (DMT) durch Luftoxidation von p-Xylol. Es wird auch Katzschmann-Verfahren genannt.
Des Weiteren stellte er fest, dass in einem technischen Xylol-Isomerengemisch zuerst quantitativ das p-Xylol oxidiert wird. Isophthalsäure und Phthalsäure können nach diesem Verfahren ebenfalls hergestellt werden.
Für diese Verfahren wurden weltweit über 32 Lizenzen vergeben und nach diesem werden rund 25 % des weltweiten Bedarfes an dem Polyester-Rohstoff DMT produziert.
1964 erhielt er für die Entwicklung dieses Verfahrens den Dechema-Preis.
Ewald Katzschmann war mit Hildegard Katzschmann verheiratet; gemeinsam bekamen sie einen Sohn, eine Tochter und hatten vier Enkelkinder.

## Schriften
- Über organische Katalysatoren. In: Berichte der deutschen chemischen Gesellschaft. Band 77, Nr. 8, 14. Oktober 1944, S. 579–585, doi:10.1002/cber.19440770811
- Ein Verfahren zur Oxidation von Alkylaromaten. In: Chemie Ingenieur Technik. 38. Jahrgang, Nr. 1, Januar 1966, S. 1–10, doi:10.1002/cite.330380102